# Scar Tissue
„Scar Tissue“ je píseň na albu Californication od skupiny Red Hot Chili Peppers z roku 1999. Stejný název mají i memoáry Anthonyho Kiedise, zpěváka skupiny, vydané roku 2004.